# Sonja Lerch

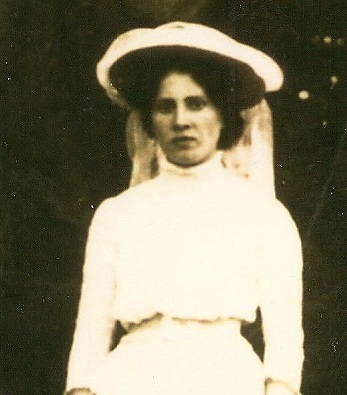
Sonja Rabinowitz (1909)

Sonja Lerch, geboren als Sarah Sonja Rabinowitz (* 3. Maijul. / 15. Mai 1882greg. in Warschau; † 29. März 1918 in München), war eine deutsche Sozialistin und Friedensaktivistin.

## Leben und Wirken
Sonja Lerchs Leben ist nicht einfach zu rekonstruieren. Ihr frühes Leben stellte sie in einem Lebenslauf dar, der ihrer Dissertation von 1912 beigefügt war. Viele weitere Angaben finden sich in den erhaltenen Vernehmungsakten der Münchner Polizei nach ihrer Verhaftung 1918. Sie decken aber nur den Teil des Lebens ab, an dem die politische Polizei Interesse hatte. In den Dokumenten finden sich Widersprüche und Lücken.
Lerch wurde als Tochter des Schriftstellers Saul Pinchas Rabbinowicz geboren und besuchte das II. Mädchengymnasium in Warschau. Sie ging aufs Lehrerseminar und bestand 1899 die Lehrerinnenprüfung. Im selben Jahr übersetzte sie „Das jüdische Weib“ von Nahida Remy aus dem Deutschen ins Russische. 1901–1903 immatrikuliert sich Sonja Rabinowitz an der Universität Wien und hört u. a. bei dem Austromarxisten Carl Grünberg.
Vom Wintersemester 1903 bis 31. Mai 1905 war sie in Bern immatrikuliert. Nach eigenen Angaben unterrichtete sie von 1905 bis 1906 an einer Schule in Warschau und wurde dort in die Schulleitung aufgenommen, 1907 unterrichtete sie demnach in Odessa.
Schon vor 1900 war Rabinowitz Mitglied im Jüdischen Arbeiterbund und reiste vermutlich in dessen Auftrag nach Odessa, um die erste russische Revolution 1905 vorzubereiten. Als Mitglied des Arbeiter- und Deputiertenrates in Odessa wurde sie im März 1907 verhaftet und inhaftiert. Im Mai 1907 gelang Sarah Sonja Rabinowitz die Flucht aus Odessa per Schiff nach Konstantinopel über Wien zu ihren Eltern, die 1907 aus Warschau nach Frankfurt am Main geflohen waren. Im Verhör 1918 gab Lerch allerdings an, 1907 zunächst nach Wien gegangen zu sein, um schriftstellerisch tätig zu werden und sich mit Privatstunden ihren Lebensunterhalt verdient zu haben, bevor sie 1908 ihren Eltern nach Frankfurt gefolgt sei. Sie engagierte sich in Frankfurt beim „Bund“ und der SPD und publizierte auf Deutsch, Russisch und Jiddisch. 1910 sei sie zeitweise in München gewesen, wo sie unter anderem für die SPD-Zeitung Münchener Post geschrieben hat.
Ab 1908 belegte sie ein Studium der Nationalökonomie in Gießen und Zürich, die Promotion erfolgte 1912 in Gießen zum Thema Zur Entwicklung der Arbeiterbewegung in Russland bis zur großen Revolution von 1905. 1912 heiratete sie den Romanisten Eugen Lerch, den sie erstmals in München getroffen hatte, und zog mit ihm nach Berlin, wo sie Privatunterricht in slawischen Sprachen gab. Zum akademischen Jahr 1913/14 ging sie am 1. Oktober 1913 mit ihrem Mann nach München, als er sich an der LMU habilitierte und Privatdozent wurde.

### Politische Betätigung
Sonja Lerch war Pazifistin und gehörte 1914 zu den ersten erklärten Kriegsgegnerinnen bei Ausbruch des Ersten Weltkriegs. Als Mitbegründerin der Münchener USPD organisierte sie gemeinsam mit Kurt Eisner, Hans Unterleitner, Richard Kämpfer u. a. im Januar 1918 im Rahmen der Januarstreik-Aktionen einen Streik von ca. 3000 Münchner Munitionsfabrikarbeitern zur Durchsetzung des allgemeinen Friedens und wurde am 1. Februar 1918 wegen Landesverrats verhaftet.
Neben Eisner und Ernst Toller gehörte Lerch zu den Hauptrednern auf den Versammlungen, wobei die Polizeiprotokolle sie nur namentlich erwähnen, aber ihre Reden nicht stenografierten. Ein erhaltener Bericht der Staatsanwaltschaft München an das Bayerische Justizministerium beschreibt einen Auftritt von Sonja Lerch:

„Sie forderte dabei gleich Eisner zum Massenaufstand auf, sprach von der Verbindung des deutschen mit dem russischen Proletariat und begründete es namentlich in der Versammlung vom 31. Januar 1918 im Wagner-Bräu, dass der Freiheitsgedanke in München endlich zur Verwirklichung komme, und forderte dazu auf, die Arbeit nicht eher wieder aufzunehmen, bis die Freiheitsidee sich durchgesetzt habe. Auch ihre Reden übten auf die Anwesenden eine ausschlaggebende Wirkung im Sinne des Entschlusses der Arbeitsniederlegung und der Fortsetzung des Ausstandes aus. […] Beim richterlichen Verhör bestritt sie, Landesverrat begangen zu haben; in der Aufforderung zum Massenstreik erblicke sie keinen Landesverrat.“

Eugen Lerch distanzierte sich öffentlich von der politischen Aktivität seiner Frau und reichte die Scheidung ein, um seine Karriere an der LMU nicht zu gefährden. Darüber erschien eine Notiz in der „Münchner Post“ vom 2. Februar 1918. Sie erklärte sich mit der Scheidung einverstanden, liebte ihn jedoch weiterhin. Sie wurde bei ihm verhaftet, als sie ihn nach ihrem Untertauchen noch einmal sehen wollte. In den fast acht Wochen ihrer Untersuchungshaft besuchte Lerch sie nicht. Am 15. März 1918 wurde Sonja Lerch vom Untersuchungsgefängnis Neudeck in das Gefängnis München-Stadelheim überstellt, als einzige der Inhaftierten des Januarstreiks. Dort wurde sie am 29. März 1918 erhängt aufgefunden.
In seiner Autobiografie Curriculum vitae stellt Viktor Klemperer, ein Kollege von Eugen Lerch und Freund der Familie, die Situation anders dar: Demnach hätte Lerch nach der Beerdigung Sonjas Klemperer und seiner Frau berichtet, dass es Sonja Lerch gewesen sei, die die Scheidung wollte, um frei zu sein. Beide hätten gemeinsam für den Pazifismus gearbeitet, aber Sonja Lerchs „Deutschenfeindlichkeit“ hätte zwischen ihnen gestanden und sie entfremdet. Im Gefängnis hätte er sie nicht besuchen dürfen. Ein Eingeständnis wäre aber sein Halbsatz gewesen: „man kann sagen, dass ich Sonja meiner Laufbahn geopfert habe.“
Sowohl Eisner in seinem Tagebuch von 2. April als auch ein öffentlicher Bericht in der Leipziger Volkszeitung vom 12. April führen Lerchs Suizid auf die tiefe Kränkung durch den Verlust ihres Mannes und dessen mangelnde Unterstützung zurück. Ein anderer Pressebericht im Gothaer Generalanzeiger widerspricht: „Wir können hierzu bestimmt versichern, daß die Ehescheidungssache bei unserer Genossin schon darum keine Gemütsstörungen hervorrufen konnte, weil der Antrag auf Scheidung ihren eigenen Wünschen entsprach. Die Ursachen des Zusammenbruchs liegen lediglich auf politischem Gebiete.“
Sonja Lerch liegt auf dem Neuen israelitischen Friedhof in München begraben, bei der Beerdigung waren jegliche Reden verboten, die USPD legte stumm einen Kranz nieder. Ihr Grabstein wurde 2018 zum 100. Todestag von Cornelia Naumann und Günther Gerstenberg restauriert.

## Ehrungen und Ausstellungen

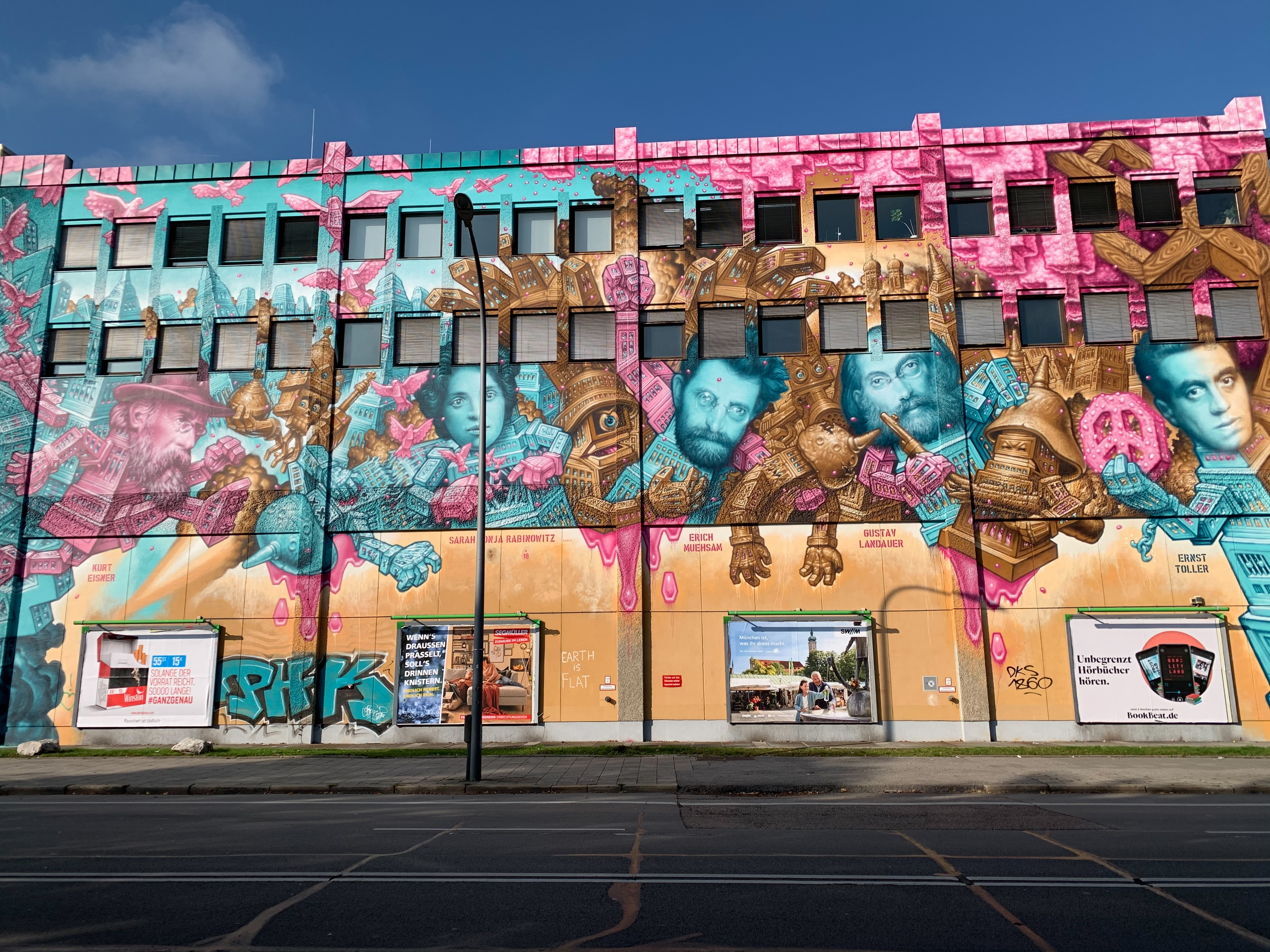
Sonja Lerch in einem Graffito von WON ABC in der Münchner Martin-Luther-Straße.

Der Schriftsteller Ernst Toller, der nach dem Januarstreik ebenfalls in Untersuchungshaft kam, machte ihr Schicksal in leicht verfremdeter Form unter dem Namen Sonja Irene L. zum Thema seines Dramas Masse Mensch, das 1920 am Schauspiel Nürnberg uraufgeführt, am 29. September 1921 von Jürgen Fehling an der Volksbühne Berlin inszeniert wurde.
In seiner Autobiografie Eine Jugend in Deutschland griff Toller das Leben Lerchs erneut auf und schied hier die reale Person von der Bühnenfigur in Masse Mensch.
Am 100. Todestag wurde Sarah Sonja Lerch mit einer Elegie auf dem neuen Israelitischen Friedhof München geehrt.
2018 wurde aufgrund von Archivrecherchen jüngere Forschung zum Leben von Lerch veröffentlicht in Der Abend kommt so schnell. Sonja Lerch – Münchens vergessene Revolutionärin (Hg.: Günther Gerstenberg und Cornelia Naumann).
Die Ausstellung Vorschein der friedlichen Revolution in Bayern – Die lange vergessene Revolutionärin Sarah Sonja Lerch von Günther Gerstenberg und Cornelia Naumann wurde vom 24.7. – 25.10.2018 im Münchner Gewerkschaftshaus gezeigt. Sie ist weiterhin ausleihbar und kann mit Lesungen und Veranstaltungen gezeigt werden.
2019 wurde in München-Neuperlach der Sarah-Sonja-Lerch-Weg nach ihr benannt.
2019 wurde Lerch von WON ABC gemeinsam mit Protagonisten der Münchner Räterepublik in einem 700 m² großen Mural am Giesinger Umspannwerk der Stadtwerke München dargestellt.

## Schriften
- Zur Entwicklung der Arbeiterbewegung in Rußland bis zur großen Revolution von 1905. Springer, Berlin 1913 Gießen, Phil. Diss. Digitalisat beim Internet Archive.